# Загородников Володимир Григорович
Володимир Григорович Загородников (нім. Wladimir Zagorodnikow, 27 вересня 1896, Курськ — 09 листопада 1984, Ґрац) — буковинський та австрійський живописець. Працював у галузі іконопису, автор монументальних розписів у храмах Австрії, портретів та краєвидів.

## Біографія
Навчався у Гранд-Шомьєр, Академії Жюліана (Париж). Учасник виставок в Чернівцях (1919-1930-ті), Граці (1963, 1965; Австрія), Берліні (1959), Бремені (1960) (Німеччина). Персональні виставки: 1938 — Чернівці; 1966, 1976 — Грац; 1970 — Кельн. Член мистецьких товариств «Societaţii artistilor şi amicii artelor plastice din Bucovina» («Товариство любителів пластичних мистецтв Буковини») (Чернівці), «Синдикату красних мистецтв» (Бухарест), об'єднання митців Штирії. Мешкав у Чернівцях (з 1908) та Граці (з 1941). Викладач університету у м. Грац. Чоловік Ісидори Константинович-Хайн (від 1938).

## Відзнаки
- срібна медаль міста Грац (1959)
- почесна золота відзнака міста Грац (1976)
- австрійський почесний хрест з науки та мистецтва (1977).

## Твори
- вівтарна композиція у капелі педагогічної Академії Грац-Еггенберга (1968, у співпраці з К.Ціслером),
- ікона «Воскресіння» (1977),
- ікона «Святий Георгій».